# Operazione Cyrene
L'operazione Cyrene è un'operazione compiuta dalle Forze armate italiane all'interno del territorio della Libia, a partire dall'aprile 2011, nel contesto dell'Intervento militare in Libia del 2011.

## L'operazione
Scopo dell'operazione è di dare supporto al Consiglio Nazionale di Transizione (CNT) e supportare le operazioni per la riorganizzazione e ricostruzione della Libia.
Si possono ricapitolare in tre punti gli obiettivi:
1. istruire il personale militare della Libia;
2. aiutare le autorità locali nelle svariate attività;
3. coordinare le attività tra l'ambasciata italiana e la Libia.

Il gruppo ha avuto il suo mandato d'inizio nell'aprile 2011 e si stabilì a Bengasi. Il 21 novembre invece ha cambiato sede, spostandosi a Tripoli.

## Forze utilizzate
In Libia sono stati inviati come supporto alle operazioni personale proveniente da diversi reparti:
- 100 consiglieri/istruttori;
- 54 ufficiali;
- 46 sottufficiali.